# Stefania Sandrelli
Stefania Sandrelli (ur. 5 czerwca 1946 w Viareggio) – włoska aktorka filmowa i telewizyjna.
W 1960 w wieku czternastu lat wygrała lokalny konkurs piękności będący przepustką do kariery filmowej. Niedługo później zdobyła sławę dzięki roli uwodzicielki Angeli w głośnej komedii Pietro Germiego Rozwód po włosku (1961), w której na ekranie partnerował jej Marcello Mastroianni. Grała potem m.in. u takich reżyserów jak: Bernardo Bertolucci, Ettore Scola, Marco Ferreri, Mario Monicelli, Dino Risi, Luciano Salce, Gabriele Muccino i Tinto Brass.
Jest matką aktorki Amandy Sandrelli, której ojcem jest Gino Paoli.

## Filmografia
- 1961: Rozwód po włosku (tytuł oryg. Divorzio all’italiana) jako Angela
- 1961: Faszysta (tytuł oryg. Il Federale) jako Lisa
- 1963: Les Vierges jako Marie-Claude
- 1963: Młodszy Ferchau (tytuł oryg. L’Aîné des Ferchaux) jako Angie, Hitch-Hiker
- 1963: Il Fornaretto di Venezia jako Anella
- 1964: Uwiedziona i porzucona (tytuł oryg. Sedotta e abbandonata) jako Agnese Ascalone
- 1964: La Chance et l’amour jako Hélene Feuillard (segment „Les Fiancés de la chance”)
- 1965: Znałem ją dobrze (tytuł oryg. Io la conoscevo bene) jako Adriana Astarelli
- 1966: Kochany łobuz (tytuł oryg. Tendre voyou) jako Véronique
- 1967: Mężczyzna kochający (tytuł oryg. L’Immorale) jako Marisa Malagugini
- 1968: Partner jako Clara
- 1969: Kochanka buntownika (tytuł oryg. tytuł oryg. L’Amante di Gramigna) jako Gemma
- 1970: Konformista (tytuł oryg. Il Conformista) jako Giulia
- 1970: Brancaleone i Krzyżowcy (tytuł oryg. Brancaleone alle crociate) jako Tiburzia da Pellocce
- 1971: La tarantola dal ventre nero jako Anna
- 1972: Alfredo, Alfredo jako Maria Rosa
- 1972: Il diavolo nel cervello
- 1974: Tacy byliśmy zakochani (tytuł oryg. C’eravamo tanto amati) jako Luciana Zanon
- 1974: Czasami miłość bywa zbrodnią (tytuł oryg. Delitto d’amore) jako Carmella Santoro
- 1975: Bertolucci według kina (Bertolucci secondo il cinema)
- 1976: Les Magiciens jako Sylvia
- 1976: Quelle strane occasioni jako Donatella
- 1976: Podróż poślubna (tytuł oryg. Le Voyage de noces) jako Sarah
- 1976: Rewolwer Python 357 (tytuł oryg. Police Python 357) jako Sylvia Leopardi
- 1976: 1900 jako Anita Foschi
- 1978: Ja należę do mnie (tytuł oryg. Io Sono Mia) jako Vanina
- 1978: Korek (tytuł oryg. Ingorgo jako L’Una storia impossibile) jako Teresa
- 1978: Dove vai in vacanza? jako Giuliana (segment „Saro tutta per te”)
- 1978: Pan pływak (tytuł oryg. Le Maître-nageur) jako Marie
- 1979: La Verdad sobre el caso Savolta
- 1980: Taras (tytuł oryg. La Terrasse) jako Giovanna
- 1981: La Disubbidienza jako Angela
- 1982: Bello mio, bellezza mia jako Clarabella
- 1982: Eccezzziunale... veramente jako Loredana
- 1983: Vacanze di Natale jako Ivana
- 1983: Klucz (tytuł oryg. La Chiave) jako Teresa Rolfe
- 1984: L’Attenzione
- 1984: Kobieta w lustrze (tytuł oryg. Una donna allo specchio) jako Manuela
- 1984: Mi faccia causa
- 1985: Matka Ebe (tytuł oryg. Mamma Ebe) jako Sandra Agostini
- 1985: Sekrety (tytuł oryg. Segreti segreti) jako Renata
- 1985: D’Annunzio jako Elvira Fraternali Leoni
- 1985: Miejmy nadzieję, że to będzie córka (tytuł oryg. Speriamo che sia femmina) jako Lolli
- 1986: La Sposa era bellissima jako Carmela
- 1987: Drugi Poncjusz Piłat (tytuł oryg. Secondo Ponzio Pilato) jako Claudia
- 1987: Noyade interdite jako Winny
- 1987: Rodzina (tytuł oryg. La Famiglia) jako Beatrice w dojrzałym wieku
- 1987: Złote okulary (Gli occhiali d’oro)
- 1988: Mignon wyjechała (tytuł oryg. Mignon e partita) jako Patrizia
- 1988: Il Piccolo diavolo jako Patrizia
- 1989: Stradivarius (tytuł oryg. Stradivari) jako Antonia Maria
- 1989: Ekscentryczny wujek (tytuł oryg. Lo Zio indegno) jako Isabella
- 1989: La Moglie ingenua e il marito malato
- 1990: Afrykanka (L'Africana)
- 1990: Tracce di vita amorosa
- 1990: Il Male oscuro jako Sylvaine
- 1992: Szynka, szynka (tytuł oryg. Jamón, jamón) jako Conchita
- 1992: Nottataccia jako Susanna
- 1993: Per amore, solo per amore jako Dorotea
- 1994: Of Love and Shadows jako Beatriz
- 1994: Pierścień smoka (tytuł oryg. Desideria e l’anello del drago) jako Wróżka z Jeziora Kryształowego Miecza
- 1995: Z zamkniętymi oczami (tytuł oryg. Con gli occhi chiusi) jako Anna
- 1995: Caramelle jako Anna
- 1995: Palermo jako Mediolan: Bez powrotu (tytuł oryg. Palermo Milano solo andata) – Franca Leofonte
- 1995: Mister Dog
- 1996: Ninfa plebea jako Nunziata
- 1996: Ukryte pragnienia (tytuł oryg. Stealing Beauty) jako Noemi
- 1996–1997 Caro maestro jako Francesca (1997)
- 1996: Tales of Erotica jako Anna
- 1998: Le faremo tanto male jako Federica Birki
- 1998: Matrimoni jako matka Giulii
- 1998: Wolność dla zwierzaków !! (tytuł oryg. Le faremo tanto male) jako Federica Birki
- 1998: Kolacja (tytuł oryg. La Cena) jako Isabella
- 1999: Volavérunt jako Maria Ludwika Burbon-Parmeńska
- 2000: L’Altra cara de la lluna jako Julia
- 2000: Esperando al mesías jako Elsa
- 2001: Ostatni pocałunek (tytuł oryg. tytuł oryg. L’Ultimo bacio) jako Anna
- 2001: Blindati jako panna Callea
- 2001: L’amore probabilmente
- 2001: Figli/Hijos jako Victoria Ramos
- 2001: Il Bello delle donne jako Anna Borsi
- 2003: La vita come viene jako Meri
- 2003: Blindati jako panna Callea
- 2003: Ruchome słowa (tytuł oryg. Um Filme Falado) jako Francesca
- 2004: Renzo e Lucia jako Agnese
- 2004: Mai storie d’amore in cucina jako Luisa
- 2004: Widzę to w twoich oczach (tytuł oryg. Te lo leggo negli occhi) jako Margherita
- 2008: Un giorno perfetto jako Adriana
- 2009: Puccini jako Albina
- 2009: Ce n'è per tutti jako babcia
- 2010: Kobieta mojego życia (tytuł oryg. La donna della mia vita) jako Alba
- 2010: La Passione jako burmistrzowa
- 2010: Coś pięknego (tytuł oryg. La prima cosa bella) jako Anna Nigiotti
- 2011: Il giorno in più